# Witse Meeussen
Witse Meeussen, né à Vlimmeren (Belgique) le 8 mars 2001, est un coureur cycliste belge, spécialiste du cyclo-cross.

## Biographie
Witse Meeussen grandit à Vlimmeren et est remarqué très tôt grâce à ses performances en cyclo-cross par les médias spécialisés. Lors de la saison 2018-2019, au cours de sa deuxième année chez les juniors, il remporte la Coupe du monde dans son groupe d'âge et devient vice-champion du monde et d'Europe. Par la suite, il doit faire face à de la malchance en raison de blessures, notamment de deux opérations au genou. En 2022-2023, lors de sa dernière saison chez les espoirs, il se classe troisième aux championnats du monde et d'Europe. Il devient également champion de Belgique de cyclo-cross espoirs.
À l'issue de la saison 2022-2023 de cyclo-cross, il quitte Pauwels Sauzen-Bingoal pour rejoindre l'équipe Alpecin-Deceuninck Development. Au cours de la saison de cyclocross 2023-2024, il termine à deux reprises dans le top 10 d'une manche de la Coupe du monde et se classe huitième  du championnat du monde de cyclo-cross. Lors du cyclo-cross de la Citadelle 2024, il se casse la clavicule et rate les courses pendant la période de Noël. Il reprend la course après un mois d'absence.

## Palmarès en cyclo-cross
- 2015-2016
  - Champion de la Province d'Anvers débutants
  - Classica Elsemaa débutants, Alsemberg
  - 2e du championnat de Belgique de cyclo-cross débutants
- 2016-2017
  - Cyclo-cross de Stabroek débutants
  - Cyclo-cross de Zonhoven débutants
  - Cyclo-cross de Rijkevorsel débutants
  - Jaarmarktcross Niel débutants
  - GP d'Hasselt débutants
  - Vlaamse Druivencross débutants, Overijse
  - Mostencross débutants, Meer
  - Cyclo-cross de Herbeumont débutants
- 2017-2018
  - 2e du championnat de Belgique de cyclo-cross juniors
- 2018-2019
  - Classement général de la Coupe du monde de cyclo-cross juniors
    - Coupe du monde de cyclo-cross juniors #1, Berne
    - Coupe du monde de cyclo-cross juniors #2, Tábor
    - Coupe du monde de cyclo-cross juniors #7, Hoogerheide

  - Classement général du Superprestige juniors
    - Superprestige juniors #1, Gieten
    - Superprestige juniors #3, Ruddervoorde
    - Superprestige juniors #6, Diegem
    - Superprestige juniors #8, Middelkerke

  - Brico Cross Ronse juniors, Renaix
  - Ambiancecross juniors, Wachtebeke
  - Internationale Sluitingsprijs juniors, Oostmalle
  -  Médaillé d'argent du championnat du monde de cyclo-cross juniors
  -  Médaillé d'argent du championnat d'Europe de cyclo-cross juniors
  - 2e du championnat de Belgique de cyclo-cross juniors
- 2021-2022
  - Coupe de Slovaquie #1, Grand Prix Dohňany, Dohňany
  - 7e du championnat d'Europe de cyclo-cross espoirs
- 2022-2023
  -  Champion de Belgique de cyclo-cross espoirs
  - National Trophy Series #1, Derby
  -  Médaillé de bronze du championnat du monde de cyclo-cross espoirs
  -  Médaillé de bronze du championnat d'Europe de cyclo-cross espoirs
  - 3e de la Coupe du monde espoirs
- 2023-2024
  -  Médaillé de bronze du championnat d'Europe de cyclo-cross en relais mixte
  - 8e du championnat du monde de cyclo-cross
  - 10e du championnat d'Europe de cyclo-cross

## Palmarès sur route

### Par années
- 2024
  - 3e du Grote Prijs Dr. Eugeen Roggeman

### Classements mondiaux
| Année                                 | 2023  | 2024  |
| ------------------------------------- | ----- | ----- |
| Classement mondial                    | 2128e | 3037e |
|                                       |       |       |
| Légende : nc = non classéSource : UCI |       |       |